# Oficina de Patrimoni Cultural de la Diputació de Barcelona
L'Oficina de Patrimoni Cultural de la Diputació de Barcelona o OPC és un servei de l’Àrea de Presidència de la Diputació de Barcelona especialitzat en la cooperació tècnica amb els ajuntaments en la conservació i la promoció del patrimoni cultural. Adreça les seves actuacions a donar suport a les àrees, oficines tècniques i serveis municipals responsables de la gestió del patrimoni cultural local i als equipaments culturals especialitzats –museus i arxius- que en depenen.
És hereva de la Secció Tècnica de Museus, responsable de la coordinació dels museus propis de la Diputació, que l’any 1992 es va reconvertir en Secció Tècnica de Patrimoni, responent a la necessitat d’adaptar-se a les noves concepcions del patrimoni, reorientar els seus objectius i especialitzar les seves actuacions. L’any 1996 rebia la seva denominació actual.
Concep el patrimoni com un servei públic i com un factor de desenvolupament territorial a escala local i regional. Així mateix, fonamenta la seva actuació en els principis d’acostament de la gestió al ciutadà i de substitució de la competència per la cooperació.
Estructura les seves actuacions al voltant de tres programes: la Xarxa de Museus Locals, la Xarxa d’Arxius Municipals i el Programa d’estudis i projectes del patrimoni cultural. Des de l’oficina també es gestiona el patrimoni artístic moble de la Diputació de Barcelona, dipositat en diferents magatzems i dependències corporatives i es publica els Mapes del patrimoni cultural, la base de dades del patrimoni cultural.